# Le drapeau belge
Le drapeau belge ("La bandiera belga") è una recita teatrale con accompagnamento orchestrale scritta dal compositore inglese Edward Elgar, come sua Op. 79, nel 1917.

## Storia

La bandiera del Belgio

Le parole sono del poeta belga Émile Cammaerts. La poesia riflette sul significato in guerra dei colori della Bandiera del Belgio.
Il lavoro fu eseguito per la prima volta al concerto di compleanno di Alberto I del Belgio nella Queen's Hall di Londra, il 14 aprile 1917, con la partecipazione dell'attore drammatico belga Carlo Liten, come voce recitante e l'orchestra diretta da Hamilton Harty.
Il 15 agosto 1918 Le drapeau belge e Carillon furono eseguiti con successo in un famoso concerto a Prospect Park, a Brooklyn, sempre con la recitazione di Carlo Liten.

## Incisioni
- Elgar: War Music Richard Pascoe (narratore), Barry Collett (direttore), Rutland Sinfonia

## Versi
Le parole originali erano in francese e ne fu fatta una traduzione in inglese da Lord Curzon of Kedleston.
| Francese LE DRAPEAU BELGE 1. Rouge pour le sang des soldats, - Noir, jaune et rouge - Noir pour les larmes des mères, - Noir, jaune et rouge - Et jaune pour la lumière Et l'ardeur des prochains combats. Au drapeau, mes enfants, La patrie vous appelle, Au drapeau, serrons les rangs, Ceux qui meurent, vivent pour elle! 2. Rouge pour la pourpre héroïque, - Noir, jaune et rouge - Noir pour le voile des veuves, - Noir, jaune et rouge - Jaune pour l'orgueil épique, Et le triomphe après l'épreuve. Au drapeau, au drapeau, La patrie vous appelle, Il n'a jamais flotté si haut, Elle n'a jamais été si belle! 3. Rouge pour la rage des flammes, - Noir, jaune et rouge - Noir pour la cendre des deuils, - Noir, jaune et rouge - Et jaune pour le salut de l'âme Et l'or fauve de notre orgueil. Au drapeau, mes enfants, La patrie vous bénit. Il n'a jamais été si grande Que depuis qu'il est petit, Que depuis qu'il brave la mort. | Italiano LA BANDIERA BELGA 1. Rosso per il sangue dei soldati, - Nero, giallo e rosso - Nero per le lacrime delle madri, - Nero, giallo e rosso - E giallo per la luce e la fiamma Dei campi in cui viene versato il sangue! Alla gloriosa bandiera, figli miei, Hark! la chiamata del tuo paese, Per la bandiera serriamo i ranghi! Chi muore per il Belgio vive! 2. Rosso per il viola degli eroi, - Nero, giallo e rosso - Nero per i veli delle vedove, - Nero, giallo e rosso - Giallo per la corona splendente Dei vincitori che hanno sanguinato! Alla bandiera, alla bandiera, figli miei, Ascolta il grido del tuo paese! Non ha mai brillato così splendido, Mai ha volato così in alto! 3. Rosso per le fiamme in furia, - Nero, giallo e rosso - Nero per le ceneri in lutto, - Nero, giallo e rosso - E giallo oro, come salutiamo con orgoglio Gli spiriti dei morti! Alla bandiera, figli miei! Il tuo paese con le sue benedizioni "Avanti" piange! Si è ridotto? No, quando è più piccolo, Più grande, solenne vola! È sbrindellato? No, è il più robusto Quando la distruzione sfida! |